# Cliona tenuis
Cliona tenuis är en svampdjursart som beskrevs av Zea och Weil 2003. Cliona tenuis ingår i släktet Cliona och familjen borrsvampar.
Artens utbredningsområde är havet utanför Colombia. Inga underarter finns listade i Catalogue of Life.